# Marino Sebaste di Amalfi
Marino Sebaste o Pansebaste (fl. XI secolo) era un discendente della dinastia dei Sergidi, (Duchi di Napoli) e della famiglia Amalfitana dei Capuano.
Egli era un sebastos che fu eletto duca della Repubblica di Amalfi nel 1096 in opposizione alla sovranità dei normanni, che avevano conquistato Amalfi nel 1073 ed avevano nominato duca Guido d'Altavilla, figlio di Roberto il Guiscardo.
In quello stesso anno 1096, Boemondo di Taranto e Ruggero I di Sicilia attaccarono Amalfi che, sotto la guida di Marino, resistette fino a quando Boemondo, venuto a conoscenza della Prima crociata  promossa da Papa Urbano II  abbandonò l'assedio per unirsi ad essa con un esercito normanno. 
Di conseguenza, nel 1097 l'assedio fu tolto e Amalfi mantenne ampia autonomia pur riconoscendo, dopo lunghe trattative, la sovranità dei principi normanni.
Marino rafforzò le difese della città e la flotta con ventimila saraceni, riordinò l'amministrazione e l’ordo curialium e promosse l'autonomia e la democrazia della cittadinanza.
Marino fu deposto dai Normanni, alleati con alcuni nobili Amalfitani, poco dopo il 1100; si rifugiò presso la corte dell'imperatore d'Oriente Alessio I Comneno; nel settembre 1108 fu tra i testimoni firmatari del trattato di Devol a nome  del basileus di Bisanzio.